# 景风阁古建筑群
景风阁古建筑群，是位于中华人民共和国云南省剑川县金华镇金华山以东、永丰河以南的建筑群。

## 特点
景风阁古建筑群由景风阁、灵宝塔、棂星门、启圣宫、财神殿、关岳庙、文庙大成殿等组成，多为清朝建筑。其中最主要的是景风阁，原为藏传佛教喇嘛寺，建于清康熙年间，八角三重檐楼阁。清朝中期，改为魁星阁，后又改景风阁。棂星门，为重檐木构牌楼。这些建筑集中反映剑川白族的绘画雕刻工艺。1949年4月2日，滇西中共地下党在棂星门楼下举行武装暴动仪式。1983年，开始重新维修。1987年12月，该古建筑群被云南省人民政府公布为省级重点文物保护单位。2013年3月5日，中华人民共和国国务院认定其为第七批全国重点文物保护单位。